# Större korsnäbb
Större korsnäbb (Loxia pytyopsittacus) är en fågel i familjen finkar (Fringillidae) som tillhör korsnäbbsläktet Loxia.

## Utseende och läte
Större korsnäbb är bara något större än mindre korsnäbb och mäter 16–18 centimeter. Den är svår att skilja från mindre korsnäbb men den har grövre hals, och proportionellt större huvud och näbb. Likt de andra arterna inom släktet har den korslagda näbbhalvor och dess näbb har en höjd som är ungefär lika med underkäkens längd och båda näbbhalvorna är ungefär lika grova.

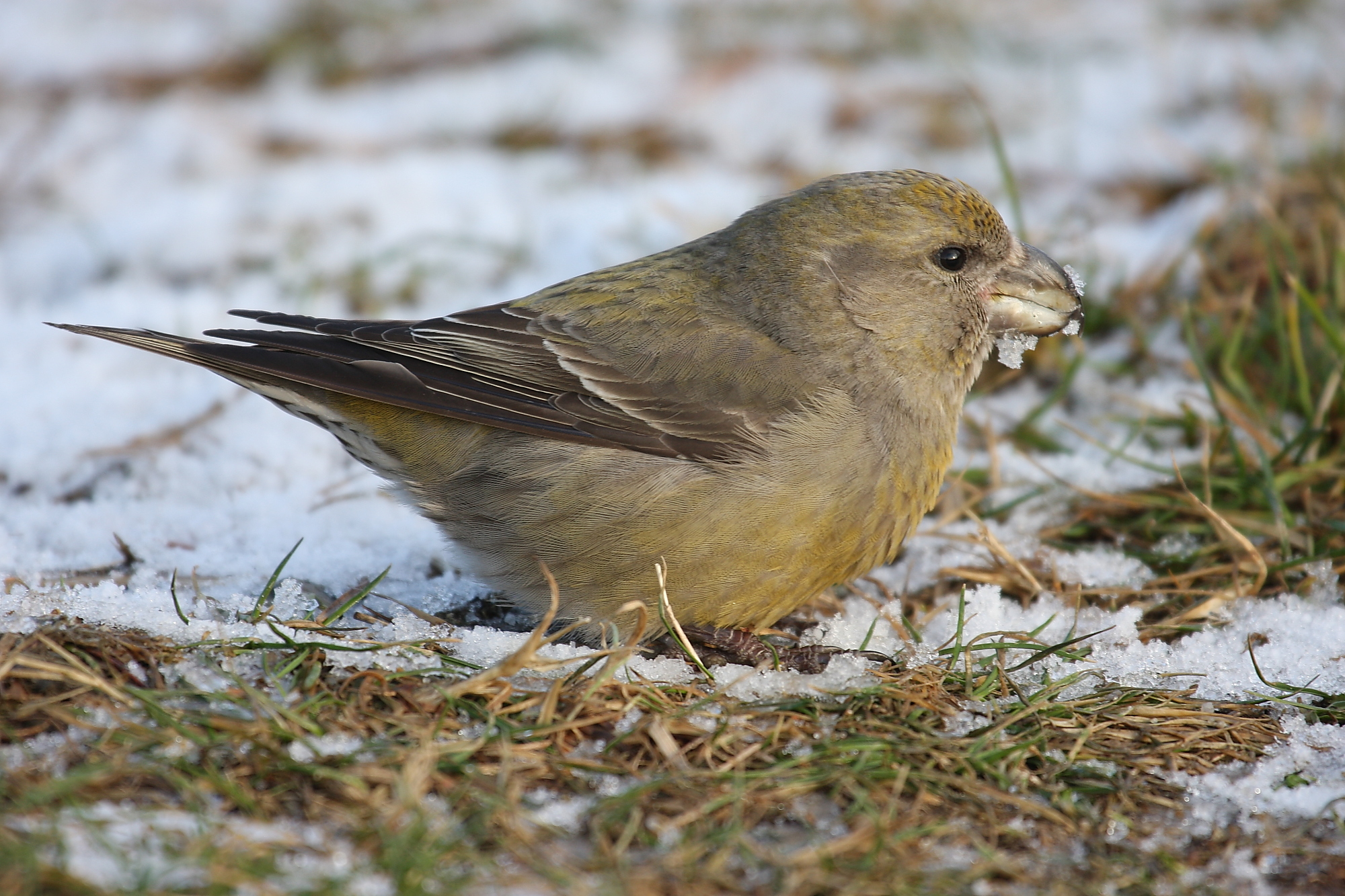

I alla dräkter är vingarna och stjärten mörka till svartaktiga med ljusgrå bräm. Adulta hanar är i övrigt främst tegelröda men fjäderdräkten kan individuellt variera med mer inslag av grågröna, bruna, eller orangegula toner. Den adulta honan har grågrön ovansida, gulgrön övergump och ljusgrå underdel, med grönaktig anstrykning på bröstet och kroppssidorna. Juvenilen är grönaktigt gulgrå, med kraftigt svartaktigt streckad undersida.

### Läte
Större korsnäbb är talför och låter ofta. Den har ett lockläte som är mycket likt mindre korsnäbbens, men är i genomsnitt hårdare och mörkare, utan ett inskjutet "l" som mindre korsnäbb ofta har: typp-typp-typp.... Sången består av drillande ljud och lågt kvitter uppblandat med det typiska locklätet.

## Utbredning och systematik
Större korsnäbb häckar i Skandinavien, Baltikum och i europeiska Ryssland. Den är en stannfågel men under vissa vintrar, vid så kallade invasionsår, gör delar av populationen längre förflyttningar och kan då uppträda så långt söderut som i Centraleuropa.
För flera arter inom släktet Loxia råder det diskussioner kring deras taxonomiska status. Skotsk korsnäbb (Loxia scotica) behandlas exempelvis som en egen art, bland annat av British Ornithologists Union (BOU), medan andra hävdar att det rör sig om samma art som större korsnäbb.

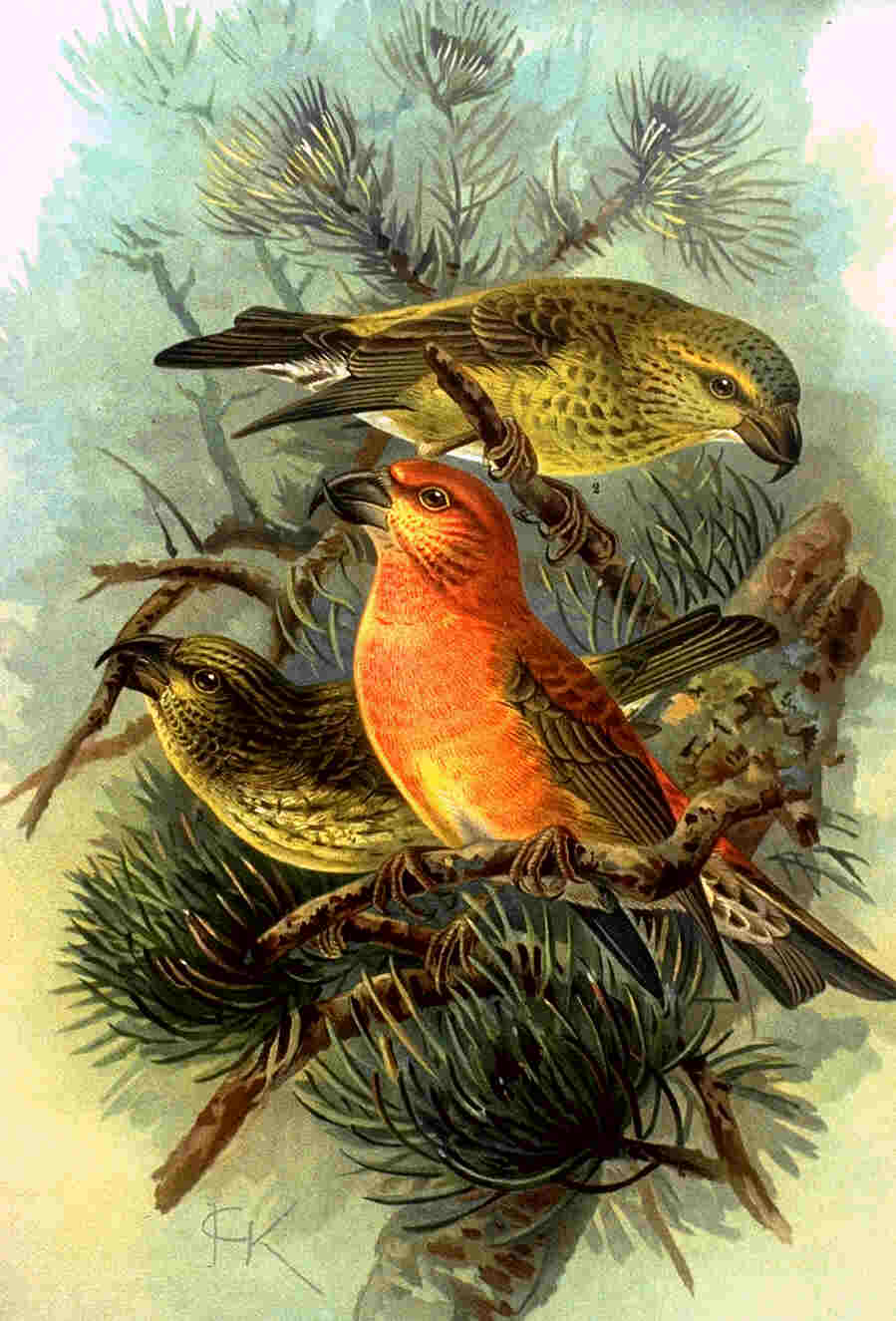

## Ekologi
Större korsnäbb häckar i tallskog eller i blandad barrskog med ett rikt inslag av tall. Den placerar sitt skålformiga bo högt upp i en tall. Den lägger i snitt två till fyra ägg, men kullar på fem ägg har rapporterats. Äggen ruvas av honan i 14–16 dygn. När äggen kläckts tar båda föräldrarna hand om ungarna tills de är flygga efter ungefär 25 dygn.

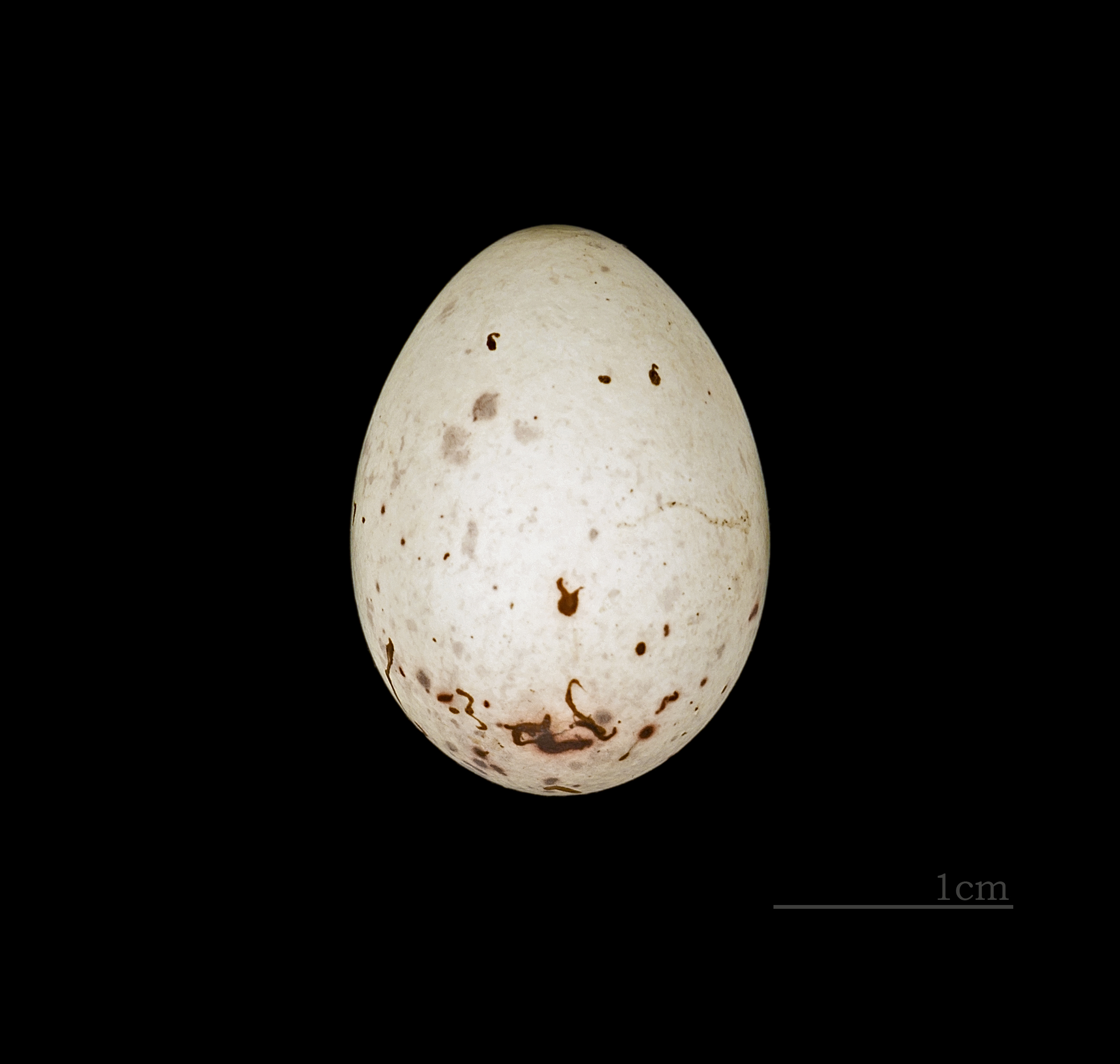
Större korsnäbbens ägg

## Status och hot
Arten har ett stort utbredningsområde och en stor population med stabil utveckling. Utifrån dessa kriterier kategoriserar IUCN arten som livskraftig (LC). Världspopulationen uppskattas till 416 000–957 000 vuxna individer. Även i Sverige tros beståndet vara stabilt och livskraftigt.

## Taxonomi och namn
Större korsnäbb beskrevs vetenskapligt som art 1793 av Moritz Balthasar Borkhausen. Dess artnamn pytyopsittacus betyder "tallpapegoja", en kombination av grekiska πιτυς, pitus, eller πιτυος, pituos för "tall" och ψιττακος, psittakos, för "papegoja". Arten har även kallats kryssnäbb.